# Dana Mountains
Dana Mountains är ett berg i Antarktis. Det ligger i Västantarktis. Argentina, Chile och Storbritannien gör anspråk på området. Toppen på Dana Mountains är 1 007 meter över havet.
Terrängen runt Dana Mountains är kuperad norrut, men söderut är den platt. Terrängen runt Dana Mountains sluttar österut. Trakten är obefolkad. Det finns inga samhällen i närheten.